# 中泰恩河畔紐卡斯爾 (英國國會選區)
中泰恩河畔紐卡斯爾（英語：Newcastle upon Tyne Central），英國國會一自治市選區，位於英格蘭泰恩-威爾郡、泰恩河畔紐卡斯爾的市中心。設於1918年。
這裡是工黨佔優的選舉，上次選出保守黨的候選人是1983年。2010年大選中來自尼日利亞的秦耶祿·昂鄔菈以45.9%選票勝出該區，繼承了顧善誠的選區。